# Myrmeleon chloropterus
Myrmeleon chloropterus är en insektsart som beskrevs av Navás 1912. Myrmeleon chloropterus ingår i släktet Myrmeleon och familjen myrlejonsländor. Inga underarter finns listade i Catalogue of Life.